# Verbania

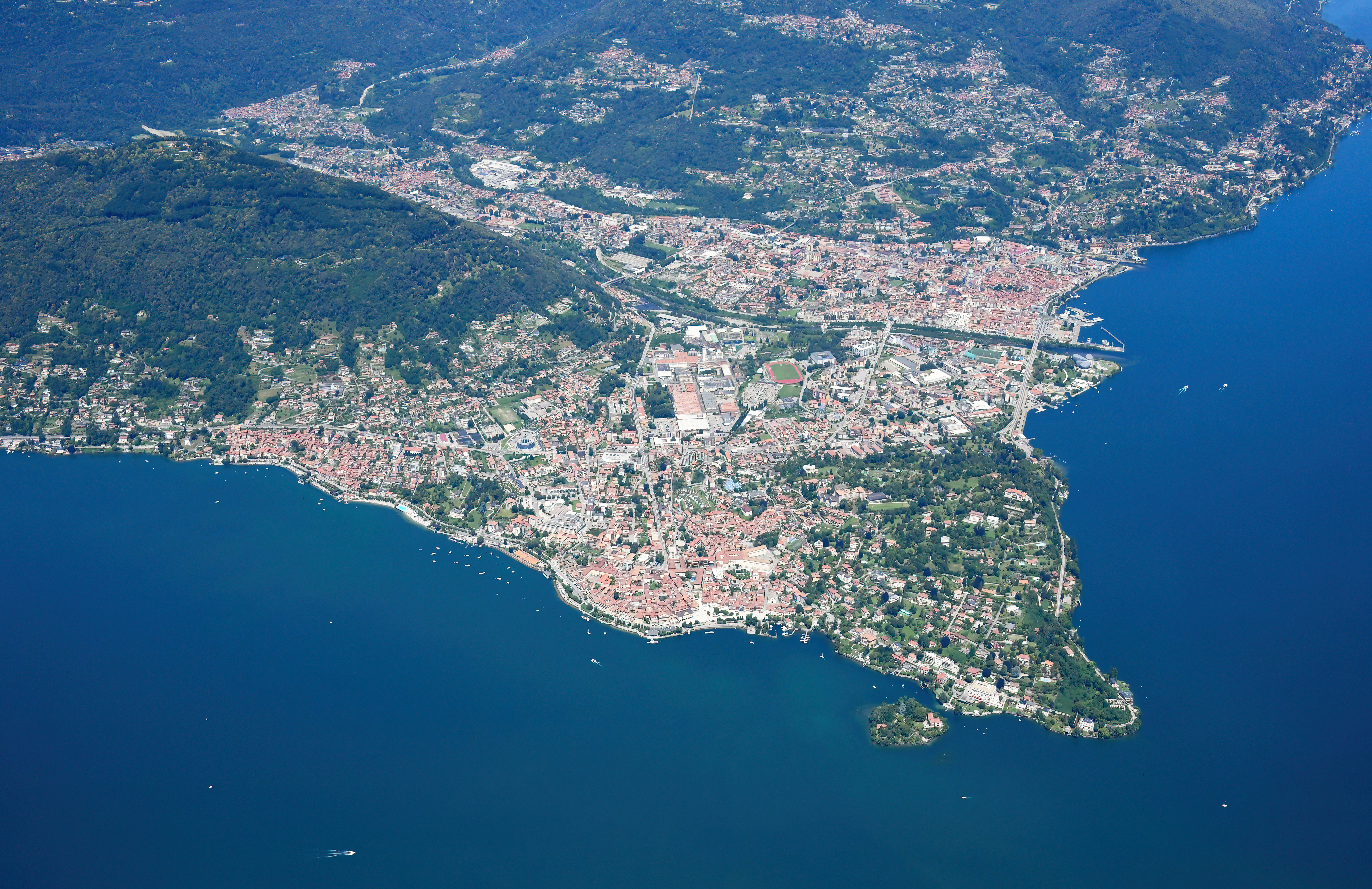
Verbania am Lago Maggiore

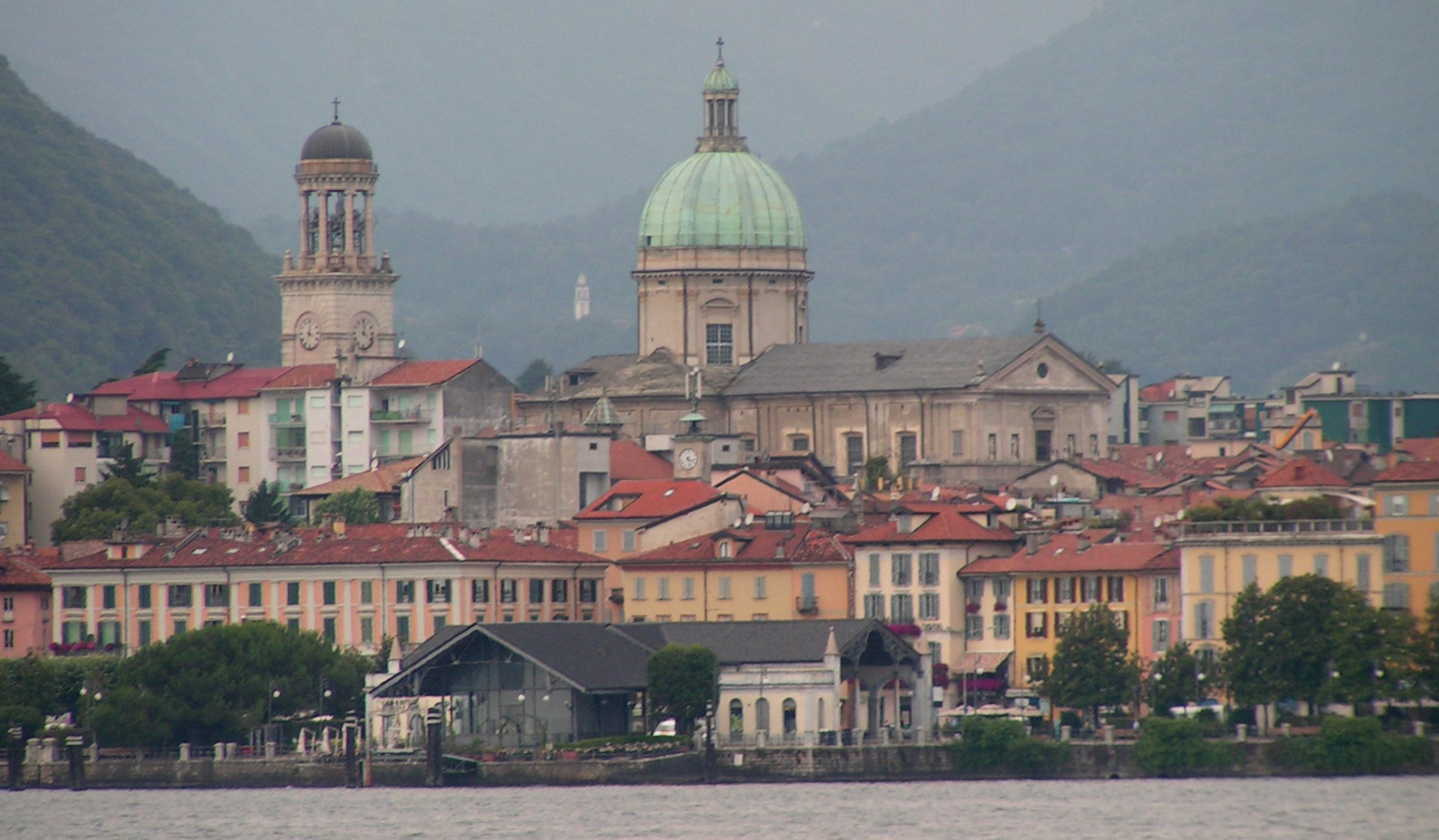
Verbania-Intra (von der Autofähre Laveno-Verbania aus fotografiert)

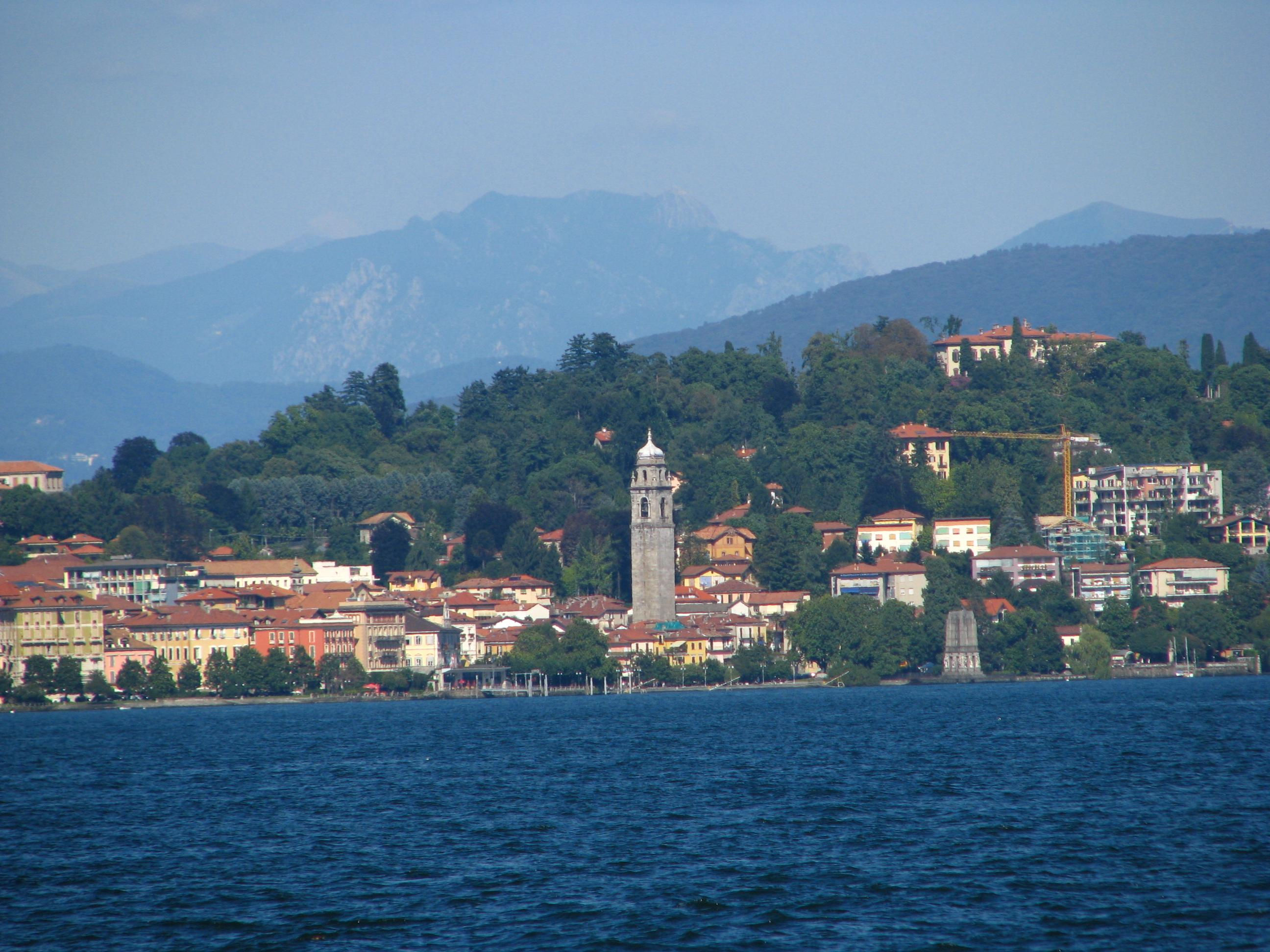
Verbania-Pallanza von der Isola dei Pescatori aus gesehen

Verbania ist eine italienische Gemeinde in der Provinz Verbano-Cusio-Ossola in der Region Piemont mit 30.024 Einwohnern (Stand 31. Dezember 2023). Seit 1992 ist sie Hauptstadt der Provinz Verbano-Cusio-Ossola, die aus der Provinz Novara herausgelöst wurde.
Der Ortsname Verbania wurde 1939 vom Namen des Sees Lago Verbano (bekannter als Lago Maggiore) abgeleitet, an dessen Ufer der Ort liegt.

## Lage und Einwohner
Die Stadt liegt auf einer Höhe von 197 m s.l.m. am westlichen Ufer des Lago Maggiore und befindet sich etwa 15 Kilometer südlich der Grenze zur Schweiz. Sie erstreckt sich über eine Fläche von 37 km² und hat 30.024 Einwohner (Stand 31. Dezember 2023). Die nächstgelegene Großstadt ist das etwa 70 Kilometer südöstlich gelegene Mailand.
Die Gemeinde besteht aus den Ortsteilen Antoliva, Bieno, Biganzolo, Cavandone, Fondotoce, Intra, Pallanza, Possaccio, Suna, Torchiedo, Trobaso und Zoverallo. Die Region um Verbania ist ein Beispiel für eine starke Zersiedelung, die dazu führt, dass der Ort entlang der Hauptstraße bis nach Cambiasca ausufert, das mehr als fünf Kilometer vom Stadtzentrum entfernt liegt. Die Nachbargemeinden sind Arizzano, Baveno, Cambiasca, Cossogno, Ghiffa, Gravellona Toce, Laveno-Mombello, Mergozzo, Miazzina, San Bernardino Verbano, Stresa und Vignone. Der Schutzpatron der Stadt ist San Vittore.

## Geschichte
Die Gemeinde Verbania entstand 1939 nach dem Zusammenschluss der beiden bis dahin eigenständigen Gemeinden Intra und Pallanza.
Die Bezeichnung des Ortsteils Intra stammt aus der geographischen Lage zwischen den zwei Wildbächen (auf Latein intra flumina) San Giovanni (nördlich) und San Bernardino (südlich).
Beim Massaker vom Lago Maggiore ermordeten Angehörige der Leibstandarte SS Adolf Hitler im Oktober 1943 im Ortsteil Intra den italienischen Juden Ettore Ovazza und seine ganze Familie und verbrannten die Leichen im Heizungskeller der Schule. Am 20. Juni 1944 ermordeten SS-Angehörige 42 Partisanen im Ortsteil Fondotoce. Zur Erinnerung an die Ermordeten gibt es in Fondotoce einen Park der Erinnerung, den Parco della Memoria e della Pace. In ihm befindet sich ein Erinnerungszentrum, die Casa della Resistenza di Fondotoce.

## Sehenswürdigkeiten

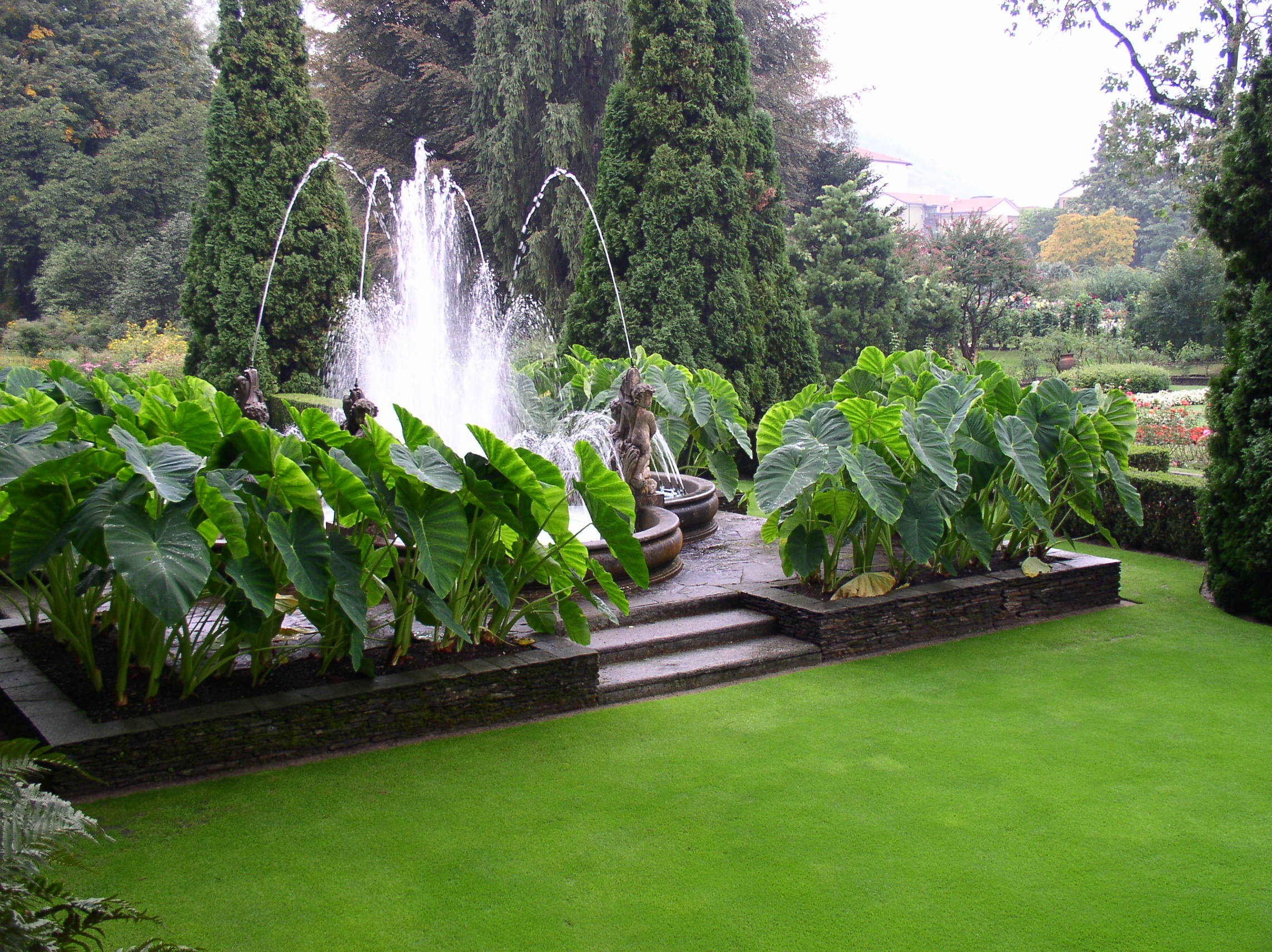
Botanischer Garten von Verbania-Pallanza

- Oratorium San Remigio, erstmals erwähnt im 11. Jahrhundert (Nationaldenkmal)
- Kirche Madonna di Campagna, erbaut im Renaissancestil in der ersten Hälfte des 16. Jahrhunderts von Architekt Giovanni Beretta aus Brissago TI, (Nationaldenkmal)
- Basilica San Vittore, erbaut am Anfang des 17. Jahrhunderts, bewahrt eine imposante Orgel der Firma Serassi aus Bergamo, realisiert am Ende des 18. Jahrhunderts
- Chiesa collegiata di San Leonardo, erbaut zwischen 1535 und 1590, bewahrt die Orgel von Eugenio Biroldi von 1797
- Pfarrkirche Santo Stefano, bewahrt die Ara delle Matrone, einen römischen Stein aus Candoglia-Marmor aus dem Anfang des 1. Jahrhunderts nach Christus.
- Oratorium Santi Fabiano e Sebastiano
- Palazzo Viani Dugnani, erbaut in der zweiten Hälfte des 17. Jahrhunderts im Barockstil
- Der Botanische Garten der Villa Taranto liegt zum größten Teil auf der Landzunge Punta della Castagnola, die Intra von Pallanza trennt. Das Klima am südlichen Teil des Lago Maggiore und die Naturliebe eines schottischen Ritters, Captain Neil MacEacharn (1964 beigesetzt in einem Mausoleum im Park), machten es möglich. In Verbania entstand in den 1930er Jahren der mittlerweile weltbekannte Garten. Mehr als 20.000 Pflanzen sind hier auf einem 16 Hektar großen Parkgelände zu sehen. Durch einen Tornado wurde im Sommer 2012 ein Teil des Gartens zerstört.[4]
- Das sehr futuristisch anmutende Centro Eventi Il Maggiore, ein 2016 eröffnetes, im Ortsteil Pallanza unmittelbar am Ufer des Sees gelegenes Multifunktionales Veranstaltungszentrum (Theater).

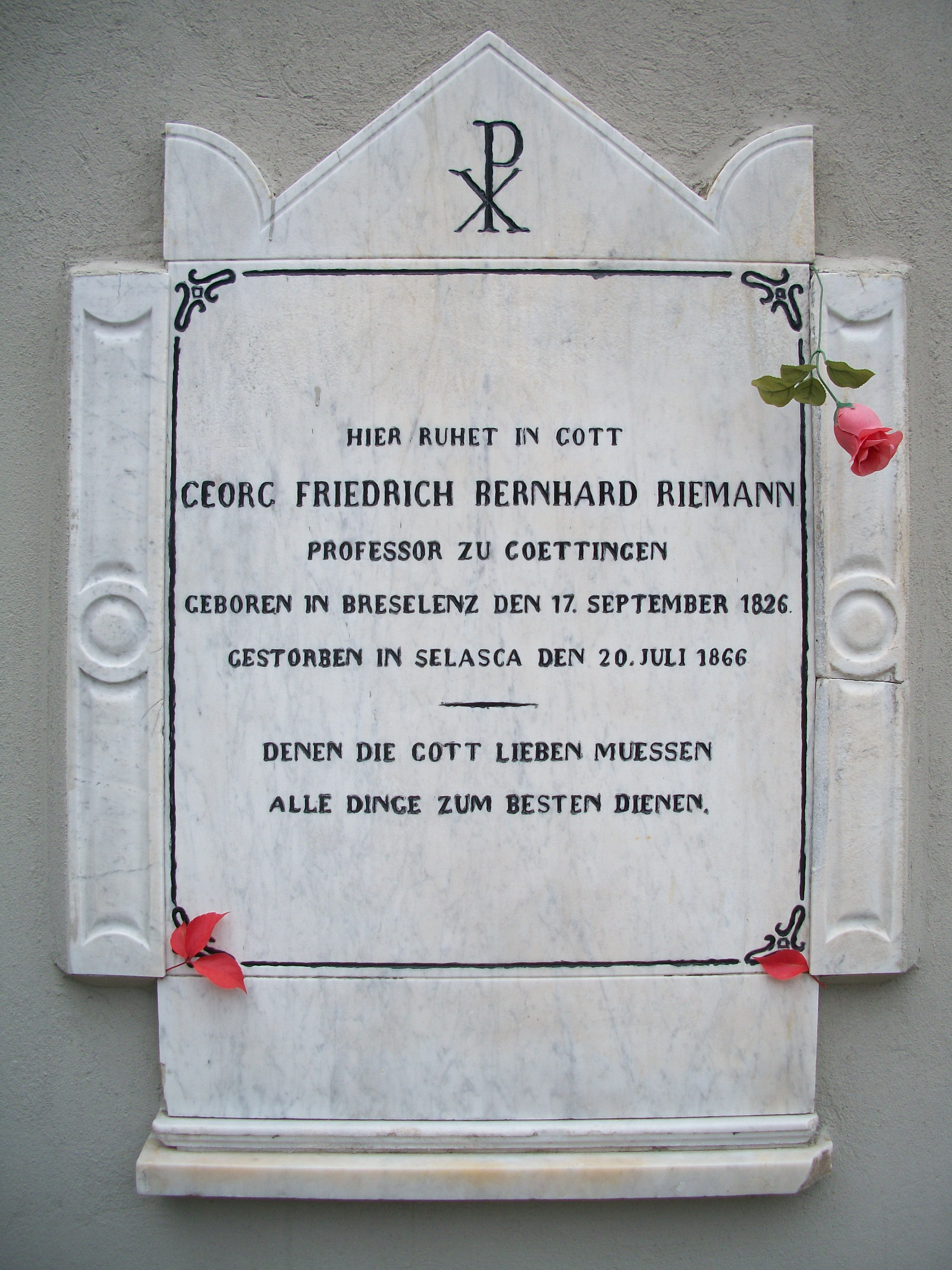
Die Gedenktafel von Bernhard Riemann

Im Friedhof des Ortsteils Biganzolo liegt der deutsche Mathematiker Bernhard Riemann begraben, dessen Riemannsche Vermutung als eines der bedeutendsten ungelösten Probleme der Mathematik gilt (Nr. 8 der Hilbertschen Probleme, Nr. 6 der Millennium-Probleme).

## Städtepartnerschaften
- Bethlehem, Westjordanland, seit 2019
- Bourg-de-Péage, Département Drôme, seit 1961
- Crikvenica, Gespanschaft Primorje-Gorski kotar, seit 1995
- East Grinstead, West Sussex, seit 1991
- Mindelheim, Schwaben, seit 1994
- Piatra Neamț, Westmoldau, seit 2010
- Sant Feliu de Guíxols, Provinz Girona, seit 1994
- Schwaz, Tirol, seit 1994

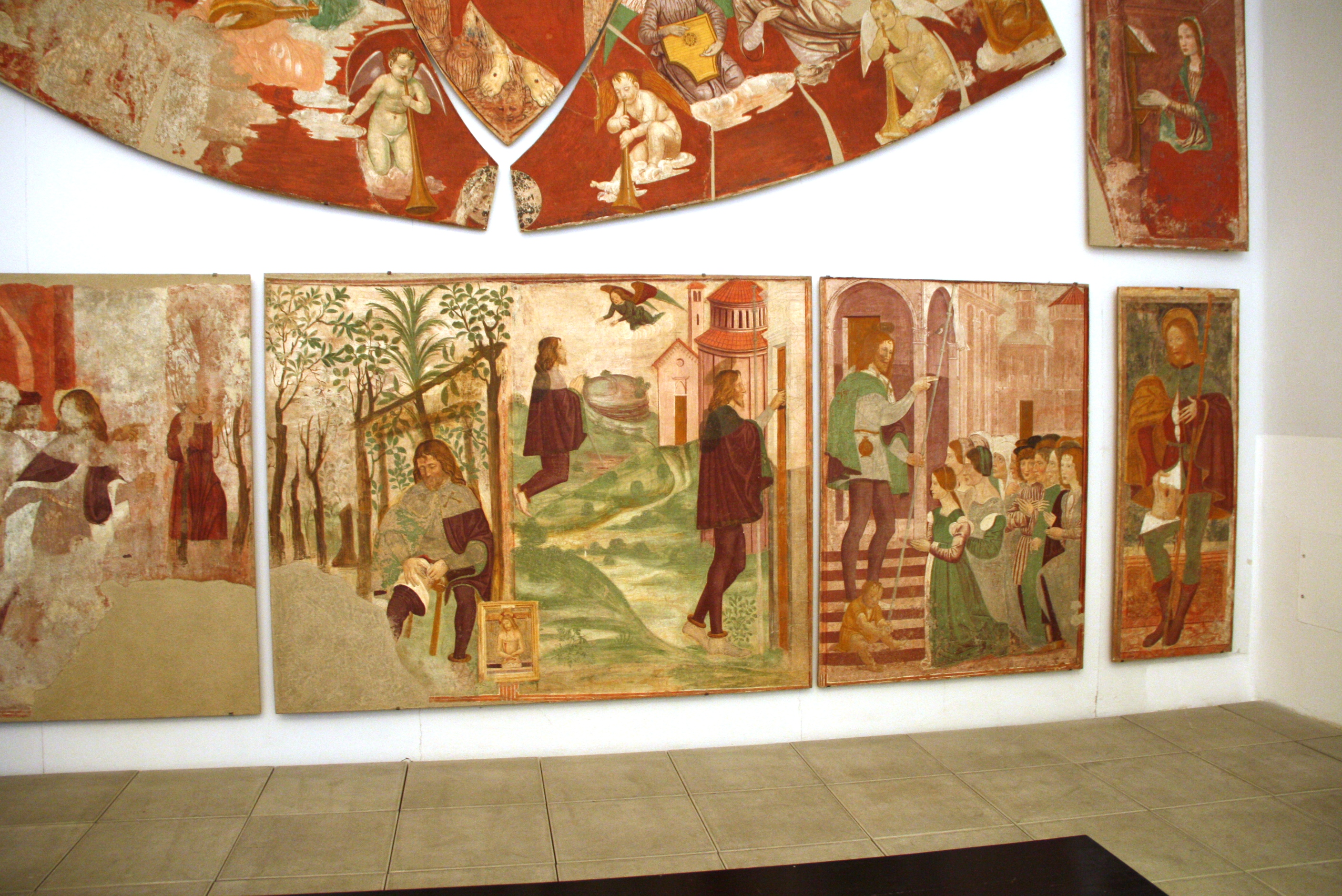
Fresken des Oratoriums San Rocco im Museo del Paesaggio

## Verkehr
Verbania ist in seinem Westen durch den Bahnhof Verbania-Pallanza an der Bahnstrecke Domodossola–Mailand und durch die Autostrada A26 an den Fernverkehr angebunden. Die Strada Statale 34 del Lago Maggiore verläuft mitten durch die Stadt.

## Persönlichkeiten

### Söhne und Töchter von Verbania
- Katharina Moriggi (1437–1478), seliggesprochene Ordensgründerin
- Giorgio Andreoli, (1465/1470–1553), Bildhauer, Töpfer und Majolikamaler
- Daniele Ranzoni (1843–1889), Maler
- Luigi Cadorna (1850–1928), Generalstabschef
- Paolo Troubetzkoy (1866–1938), Bildhauer
- Raffaele Cadorna der Jüngere (1889–1973), General
- Giuseppe Racchelli (1916–1993), Maler und Hotelier
- Antonio Dal Masetto (1938–2015), argentinischer Schriftsteller und Journalist
- Carmen Leccardi (* 1950), Soziologin
- Beniamino Bonomi (* 1968), Kanute
- Angelo Pagotto (* 1973), Fußballtorhüter
- Valentina Greggio (* 1991), Geschwindigkeitsskifahrerin
- Carlo Tacchini (* 1995), Kanute
- Filippo Ganna (* 1996), Radsportler
- Simone Locarni (* 1999), Pianist
- Wilfried Gnonto (* 2003), Fußballspieler

### Mit Verbania verbunden
- István Türr (1825–1908), ungarischer Aufständischer, Ingenieur und Politiker. Er wohnte gern in der Villa Rusconi-Clerici.
- Emma Morano (1899–2017), ab Mai 2016 ältester lebender Mensch, lebte in Verbania